# Doomsday for the Deceiver
Doomsday for the Deceiver — дебютный студийный альбом трэш-метал группы Flotsam and Jetsam, выпущенный на лейбле Metal Blade Records. Выпущен 4 июля 1986 года в День независимости США.
В записи первого альбома группы принял участие Джейсон Ньюстед, впоследствии участвовавший в коллективе Metallica, после смерти Клиффа Бёртона. Вся лирика написана Джейсоном Ньюстедом. Участники группы на своем альбоме пытались совместить энергию новой волны британского хэви-метала с мощными риффами набирающего популярность трэш-метала. Альбом был ремастирован и переиздан в 2006 году и имел в себе множество бонусов, таких как демо 1985 года.

## Список композиций
| №   | Название                                                     | Длительность |
| --- | ------------------------------------------------------------ | ------------ |
| 1.  | «Hammerhead»                                                 | 6:15         |
| 2.  | «Iron Tears»                                                 | 3:52         |
| 3.  | «Desecrator»                                                 | 3:49         |
| 4.  | «Fade to Black»                                              | 2:05         |
| 5.  | «Doomsday for the Deceiver»                                  | 9:12         |
| 6.  | «Metal Shock»                                                | 8:17         |
| 7.  | «She Took an Axe»                                            | 5:15         |
| 8.  | «U.L.S.W.»                                                   | 4:22         |
| 9.  | «Der Führer»                                                 | 5:46         |
| 10. | «Flotzilla» (Издание на виниле не включало в себя этот трек) | 6:07         |

### 20th Anniversary Special Edition Bonus Tracks
Диск 1: Iron Tears (Demo) 
1. «Iron Tears» — 4:05
2. «I Live You Die» — 6:06

Диск 2: Metal Shock (Demo) 
1. «Hammerhead» — 6:34
2. «The Evil Sheik» — 5:26
3. «I Live You Die» — 6:26
4. «The Beast Within» — 4:09

## Участники записи
- Эрик А. «Эй Кей» Надтсен — вокал
- Эд Карлсон — гитара
- Майкл Гильберт — гитара, бэк-вокал
- Джейсон Ньюстед — бас-гитара, бэк-вокал
- Келли Дэвид-Смит — ударные